# Daceton
Daceton Perty, 1833 è un genere di formiche della sottofamiglia Myrmicinae. Fanno parte del gruppo di formiche chiamate formiche trappola, caratterizzate da una particolare strategia di caccia: questi predatori attendono a lungo immobili con le mandibole spalancate per poi serrarle velocemente all'arrivo di un piccolo artropode.

## Distribuzione e habitat
Le specie appartenenti a questo genere sono presenti in Sud America.

## Tassonomia
Il genere è composto da 2 specie:
- Daceton armigerum (Latreille, 1802)
- Daceton boltoni Azorsa & Sosa-Calvo, 2008